# Battaglia della Basja
La battaglia della Basja fu uno scontro combattuto tra esercito russo e polacco-lituano che ebbe luogo tra il 24 settembre e il 10 ottobre 1660 nei pressi del fiume Basja, un affluente del Pronja, durante la guerra russo-polacca del 1654–1667.
Uno scontro su vasta scala dopo le prime schermaglie iniziali, si ebbe il 28 settembre in un vasto prato incolto presso il villaggio di Gubarev. Supportata dall'artiglieria, la fanteria russa lanciò un attacco al centro delle forze polacche che vennero pesantemente decimate. Sull'altro fronte, ad ogni modo, la cavalleria polacca iniziò a prevalere sulle forze russe e le costrinse infine alla ritirata in disordine, giungendo ad accerchiare il nemico. I russi continuarono a combattere senza abbandonare il campo sino a quando i polacchi non cessarono gli attacchi e vennero a loro volta costretti a ritirarsi. Entrambe le parti in causa subirono pesanti perdite.
Le ostilità ripresero il 10 ottobre dopo che i russi ricevettero rinforzi per 900 uomini dal voivoda Maksim Rtiščev. L'esercito di Dolgorukov tentò di ricacciare le forze di Micheł Kazimierz Pac verso il suo accampamento ma non vi riuscì. Entrambe le armate si trovarono in un blocco e con il lento avvicinarsi dell'inverno tutto sembrò peggiorare ulteriormente. Le ostilità presso il fiume Basja si conclusero quando i polacchi vennero a sapere della campagna intrapresa da Ivan Chovanskij e decisero di ritirarsi. Dolgorukov non ebbe ordine dallo zar di inseguire i polacchi e rimase pertanto ad attendere suo fratello coi rinforzi necessari.
Strategicamente, la campagna del 1660 dimostrò le debolezze della confederazione polacco-lituana.